# Peter Kormann
Peter Kormann född den 21 juni 1955 i Braintree, Massachusetts, är en amerikansk gymnast.
Han tog OS-brons i fristående i samband med de olympiska gymnastiktävlingarna 1976 i Montréal.